# Инамото, Дзюнъити
Дзюнъи́ти Инамо́то (яп. 稲本 潤一; 18 сентября 1979, Юсуи, Кагосима, Япония) — японский футболист, опорный полузащитник клуба «Нанкацу». Выступал за сборную Японии. Обладатель Кубка Азии по футболу 2000 года.

## Карьера
В 2001 году подписал контракт с лондонским «Арсеналом», однако в играх английской Премьер-лиги ни разу на поле не появился, ограничившись выходами на замену в матчах Лиги чемпионов. После этого в течение 5 лет Инамото выступал в различных британских клубах. С 2007 года выступает за клуб Бундеслиги «Айнтрахт» из Франкфурта.
Всего за национальную команду провёл 83 матча и забил 5 голов, два из которых на чемпионате мира 2002 — в том числе единственный и победный гол в матче со сборной России.